# Superior Defender Gundam Force
Superior Defender Gundam Force (SDガンダムフォース, Esudī Gandamu Fōsu) is een animeserie uit de Gundam-franchise. De serie werd uitgezonden van 2004 tot 2005. Het scenario werd bedacht door Yūichi Abe.

## Overzicht
De serie was een coproductie tussen Japan en Amerika. De serie debuteerde met 26 afleveringen op Cartoon Network, alvorens geheel te worden uitgezonden op TV Tokyo. Met 52 afleveringen is Defender Gundam de langste van alle Gundamseries.
In tegenstelling tot bij voorgaande SD Gundam-series, staat SD in dit geval voor Superior Defender. Het is een crossoverserie gebaseerd op de drie SD-scenario’s die weren gebruiktin eerdere SD-gundam anime- en mangaseries: SD Command Chronicles, SD Sengokuden, en SD Gundam Gaiden. Ook bevat de serie veel referenties naar voorgaande Gundamseries, met name die uit de Universal Century-tijdlijn, Future Century-tijdlijn, en After Colony-tijdlijn.
SD Gundam heeft een lichte en op sommige punten zelfs humoristische ondertoon. Dit in grote tegenstelling tot de vaak grimmig en serieuze ondertoon van veel andere Gundamseries. De serie kent wel serieuze momenten, maar niet zoveel of zo serieus als bij andere Gundamseries.

## Verhaal
Het verhaal speelt zich af in de futuristische stad Neotopia, welke wordt bewoond door zowel mensen als robots. De stad wordt op een dag doelwit van de Dark Axis, een kwaadaardig leger uit een andere dimensie.
Wetend dat Dark Axis een grote bedreiging vormt, stelt Neotopia het Super Dimensional Guard team samen om hen te bevechten. Dit team bestaat uit speciale robots genaamd Gundams, en hun menselijke partners. Ook moeten ze het conflict met Dark Axis zo veel mogelijk geheim zien te houden voor de bevolking. Al bij het eerste gevecht raakt een jongen genaamd Shute per ongeluk betrokken bij de strijd met Dark Axis, en wordt de partner van de Captain Gundam.
Terwijl de oorlog voortduurt komen ook Gundams uit andere dimensies zich ermee bemoeien, zoals Zero en Bakunetsumaru. Ook verplaatst de oorlog zich van Neotopia naar de dimensies van Lacroa en Ark. Uiteindelijk komt het team in gevecht met de leider van Dark Axis, generaal Zeong.

## Cast

### Japanse cast
- Shute - Romi Park
- Sayla, Nana - Akiko Nakagawa
- Keiko - Aya Hisakawa
- Captain Gundam - Hiroshi Kamiya
- Bakunetsumaru, Samuri Gundam - Susumu Chiba
- Zero, Knight Gundam - Mitsuki Saiga
- Genkimru -Yumiko Kobayashi
- Gundiver - Kazuya Nakai
- Cobramaru - Kiyoyuki Yanada
- Daishogun - Juurouta Kosugi
- Commander Sazabi - Shuichi Ikeda
- Deathscythe - Kentaro Ito
- Professor Gerbera, Madnug - Akio Otsuka
- Destroyer Dom, Patrol GM - Hiroshi Matsumoto
- Zapper Zaku, Gunbike, Gunpanzer - Eiji Yanagisawa
- Leonardo, Pawn Leo Commander, Zako soldier, Zakrello gate - Takashi Nagasako
- Tallgeese, Epyon - Taiten Kusunoki
- Grappler Gouf - Mantarô Iwao
- Patrol Ball - Kiyotaka Furujima
- Kibaomaru - Masayuki Tanaka
- Mayor Margaret Gathermoon - Rei Sakuma
- Elmechu - Sawa Ishige
- Gundamusai, Raimi - Yuuko Satou
- Moukinmaru - Tetsuo Komura
- Battle, Zako Soldier - Tamotsu Nishiwaki
- Deed, Entengo, Zako Soldier - Kentarou Itou
- Lilijimarna - Miyu Matsuki
- Ginkaku - Masanobu Kariya
- Kinkaku - Makoto Yasumura
- Ashuramaru - Katsuyuki Konishi
- Mark, Chief Haro- Takahiro Yoshimizu
- Nataku, Pawn Leo - Takayuki Kondou
- Britainmaru - Eiji Maruyama
- Hogaremaru, Guneagle - Daisuke Namikawa
- Kijumaru - Hirofumi Nojima
- Zako Soldier - Hisanori Koyatsu
- Zako Soldier - Daisuke Kita
- Operator - Kaoru Morota
- Koa - Erino Hazuki
- Rock - Takuya Kirimoto

### Engelse cast
- Shute - Deborah Sale Butler
- Captain Gundam, Grappler Gouf, Fenn, Deathscythe / Deed, Zaku Hour co-host - Doug Erholtz
- Bakunetsumaru - Yuri Lowenthal
- GunEagle - Dave Wittenberg
- Mayor Margaret Gathermoon, Noah - Philece Sampler
- Tallgeese, Zakerello Gate, Gunbike, Leonardo - Paul St. Peter
- Genkimaru - Wendee Lee
- Sayla, Koah - Michelle Ruff
- Zero The Winged Knight, Bell Wood, two Zakos - Aliki Theopilopoulos
- Chief Haro / Mark, Destroyer Dom - Scott Jasper
- Commander Sazabi, Asharamaru, Grey Doga, Prio, Zako Red, Young Train - Dominic Joseph
- Zapper Zaku, Kao Lin, Entengo - Danny Katiana
- Keiko, Juli, Princess, Doah - Kate Savage
- Allan Peters
- David Lelyveld
- Taylor Henry
- Michael McConnohie
- Kari Wahlgren
- Dave Mallow
- John Smallberries

## Afleveringen
1. His Name is Captain
2. Soul Drive, Activate!
3. Zero, the Flying Knight
4. Attack the Enemy Musai!
5. Gundam Force, Team Up!
6. The Blazing Samurai Comes to Neotopia
7. Go! Gunbike!
8. A Princess, A Cake, and the Winged Knight
9. Bakunetsumaru's Struggle
10. Gundam Force Triple Attack!
11. The Mystery of Lacroa Part 1: Arrival
12. The Mystery of Lacroa Part 2: Trapped
13. The Mystery of Lacroa Part 3: Return
14. Undercover Mission! Learn the Gundam Force's Secrets!
15. Mach Wings: GunEagle!
16. Masters of the Deep Sea: GunDivers!
17. Ashuramaru: The Old Rival Returns
18. Fly, Captain! The SDG Base Hangs by a Thread!
19. Showdown! Bakunetsumaru vs. Ashuramaru
20. Fenn's Disaster
21. Awakening! Feather Dragon
22. Attack of the Big-Zam
23. Fire Up! Captain System
24. Trouble! Stolen Soul Drive
25. Neotopia's Moment of Truth
26. The Final Battle! Commander vs. Captain
27. Breaking in! The Dark Axis
28. Three Paths
29. Sure-Win Technique Sealed!? The Menace of the Minovs Sea Border
30. Revival! We're in Charge?
31. Evil Sword Epyon
32. Epyon's Assault
33. Rescue! The Cursed Princess Lacroa
34. The Dark Robe of Princess Lacroa
35. The World's Greatest! Genkimaru~!
36. Riceballs and the Garden of Wisdom
37. Clash! The Dark Deathscythe
38. Princess Rele, Revive!
39. Gerbera's Call
40. Kibaomaru's Invasion!
41. Captured Shute and Rele
42. Wars of Ark
43. Final Move! Kibaomaru vs Shute
44. Bakushinmaru, Ignite!
45. Gundam Force, Assemble!
46. Cobramaru's Tears
47. Startup! Musha Daishinsho
48. Universe Castle in flames, Genkimaru shouts!
49. Prelude to Ruin, the True Colors of Gerbera
50. The World Disappears!? The General's Threat
51. Decisive Battle! The General vs Everyone!
52. The Way Home

## Verschillen tussen de Amerikaanse en Japanse versie
Hoewel SD Gundam Force een Japans-Amerikaanse productie was, en dus grotendeels geproduceerd met de Amerikaanse standaarden voor animatieseries in het achterhoofd, bestaan er toch een aantal verschillen tussen de Japanstalige en Engelstalige versie van de serie:
- De Japanse versie had een specifieke reeks openingsfilmpjes en eindfilmpjes, terwijl de Engelse versie hiervoor gewoon screenshots van de serie zelf gebruikt.
- In de aflevering 'Cobramaru's Tears' probeert Cobramaru zelfmoord te plegen als boetedoening voor het feit dat hij zijn meester, Kibaomaru, gefaald heeft. In de Engelstalige versie is de dialoog zo aangepast dat het lijkt alsof Kibaomaru Cobramaru het bevel geeft de groep voorgoed te verlaten.
- In de Japanse versies worden de stemmen van enkele personages die duidelijk bedoeld zijn als referentie naar personages uit voorgaande Gundamseries gedaan door dezelfde seiyū die ook de stemmen van die betreffende personages deden. In de Engelstalige versie zijn hiervoor niet dezelfde stemacteurs gebruikt, vooral omdat de Engelstalige versies van deze Gundamseries verschillende casts van stemacteurs kennen.

## Spellen
Er zijn twee spellen uitgebracht gebaseerd op de serie: een platformspel voor de Game Boy Advance en een 3D actiespel voor de PlayStation 2. De GBA-versie is een hervertelling van de eerste 26 afleveringen, waarin de speler kan spelen als Captain Gundam, Bakunetsumaru of Zero the Winged Knight. De PS2-versie bevat een nieuw verhaal.

## Manga & extra verhalen
SD Gundam Force heeft een aantal mangaversies gekregen, waaronder een hervertelling van de show, een prequel-manga en een manga die enkele extra verhalen bevat. De manga welke direct gebaseerd is op de televisieserie, brengt welk enkele veranderingen aan in het verhaal.